# 広沢直樹
廣澤 直樹（ひろさわ なおき、1931年〈昭和6年〉1月3日 - 2007年〈平成19年〉7月14日）は、日本の政治家。元衆議院議員（4期）。

## 来歴・人物
徳島県出身。創価学会四国本部事務長を務め、高知市議会議員と香川県議会議員を各1期歴任。1967年1月29日の第31回衆議院議員総選挙に、徳島県全県区から公明党公認候補として立候補して初当選、以降連続4期を務める。衆院議員在籍時には党労働局長・党国会対策副委員長などを歴任した。
1979年総選挙で落選し、翌1980年総選挙に地盤を遠藤和良に譲り政界引退。2007年7月14日、心不全により、東京都の自宅で死去。享年76。

## 役職歴
- 公明党労働局長
- 公明党国会対策副委員長